# Inés de Roma
Inés de Roma,  conocida como Santa Inés en el mundo católico, (291-304) fue una virgen romana, que sufrió el martirio, durante la persecución de Diocleciano. Su vida se cuenta en las Actas de los mártires. Fue encerrada en un prostíbulo, donde según la tradición su santidad se confirmó. Es venerada como una de las grandes mártires de la historia de la Iglesia, y su fiesta se celebra el 21 de enero.

## Hagiografía

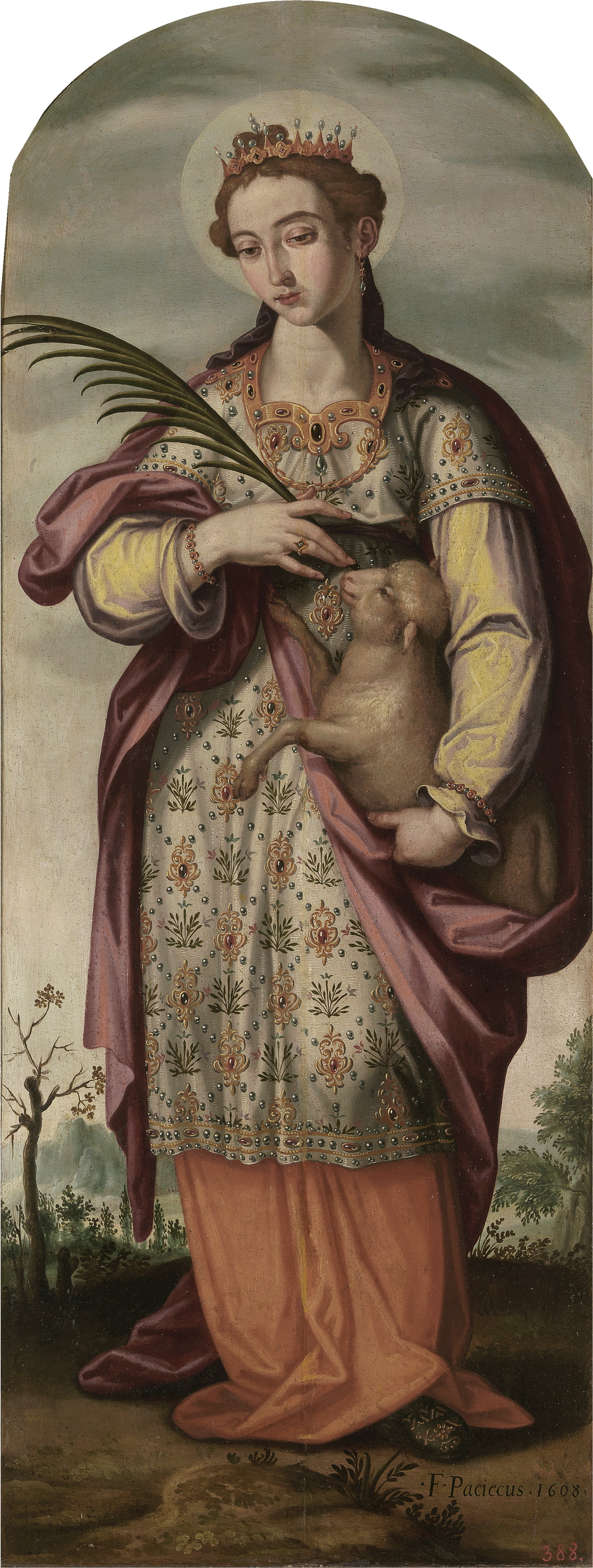
Santa Inés, por Francisco Pacheco (1608, Museo del Prado).

Los detalles de su martirio y su vida llegan a nosotros a través de las  Actas de los mártires, obra escrita en el siglo V, es decir, más de un siglo después de ocurridos los hechos que relata.
Según este texto, Inés era una bella joven proveniente de una noble familia romana. Tuvo varios pretendientes, a los que rechazó por declararse fiel amante de Cristo. Entre ellos se contaba el hijo del prefecto de Roma, quien la denunció a su padre por ser cristiana. En aquellos tiempos, los cristianos se encontraban bajo la persecución de Diocleciano y se les condenaba con la muerte si se negaban a santificar a los dioses romanos.
Fue juzgada y sentenciada a vivir en un prostíbulo donde, milagrosamente, permaneció virgen. Según las Actas de su martirio, aunque fue expuesta desnuda, los cabellos le crecían de manera que tapaban su cuerpo. El único hombre que intentó abusar de ella quedó ciego, pero Inés lo curó a través de sus plegarias. Más tarde fue condenada a muerte, y, cuando iba a ser degollada, el verdugo intentó que abjurase, a lo que ella respondió:

Injuria sería para mi Esposo que yo pretendiera agradar a otro. Me entregaré solo a aquél que primero me eligió. ¿Qué esperas, verdugo? Perezca este cuerpo que puede ser amado por ojos que detesto.
Últimas palabras de Santa Inés

Fue sepultada en la Vía Nomentana. Pocos días después de su muerte una chica de su edad llamada Santa Emerenciana, hermana adoptiva de Inés, se encontraba rezando junto a la tumba de Inés; cuando Santa Emerenciana increpó a los romanos por matar a su hermana adoptiva, fue muerta a pedradas por la turba.
Todavía cuando la veracidad de la fuente histórica que narra los detalles del martirio es puesta en duda por los historiadores cristianos, hay menciones a la mártir en otros escritos del tiempo, como por ejemplo, la Depositio Martyrum del año 354 y los Epigramas del papa Dámaso. El poeta Prudencio se hizo eco de la leyenda áurea en su recopilación de actas, que fue atribuida erróneamente por mucho tiempo a Ambrosio de Milán.

## Homenajes
La hija de Constantino, Constantina, mandó construir la basílica que lleva su nombre en la vía Nomentana. Numerosas vidas de esta santa y obras de arte se realizaron durante la Edad Media: existen relicarios y estatuas en la ciudad de Roma, especialmente la realizada por Ercole Ferrata (Santa Inés en las llamas). 
Debido a la raíz de su nombre (Agnus, "cordero" en latín), el 21 de enero, día de su fiesta, se bendicen los corderos con cuya lana se tejerán los palios de los arzobispos. El palio es un ornamento de lana blanca con seis cruces negras, que se pone sobre los hombros y tiene dos bandas que caen sobre el pecho y la espalda. Lo llevan el papa y los arzobispos metropolitanos. Es un símbolo que manifiesta la estrecha unión con el romano pontífice y la misión del pastoreo, razón por la cual se confeccionan de la lana de los corderos. Los nuevos arzobispos reciben el palio el 29 de junio, solemnidad de los Santos Pedro y Pablo.

## Representaciones
Una de sus más famosas representaciones pertenece al pintor español Julio Romero de Torres, que en 1920 le dedicó un tríptico que hoy se conserva en el Museo Julio Romero de Torres de Córdoba (España). La joven Inés de Roma, muerta virgen en un prostíbulo de Roma, llama la atención del artista andaluz, que le dedica una de sus obras cumbre. Junto a la santa, que yace sobre una losa de mármol, dos jóvenes mujeres que la cubren con sus cuerpos curvos y sinuosos. Una es santa Emerenciana, amiga y cuidadora de santa Inés, de cuya mano sale un haz de luz que irradia sobre la santa yacente e hierática. Como muestra de respeto, Romero ciñe el cuerpo de la santa con una túnica blanca. Solo deja al descubierto sus pies, sus brazos y su cara, que muestran el rigor de la muerte.

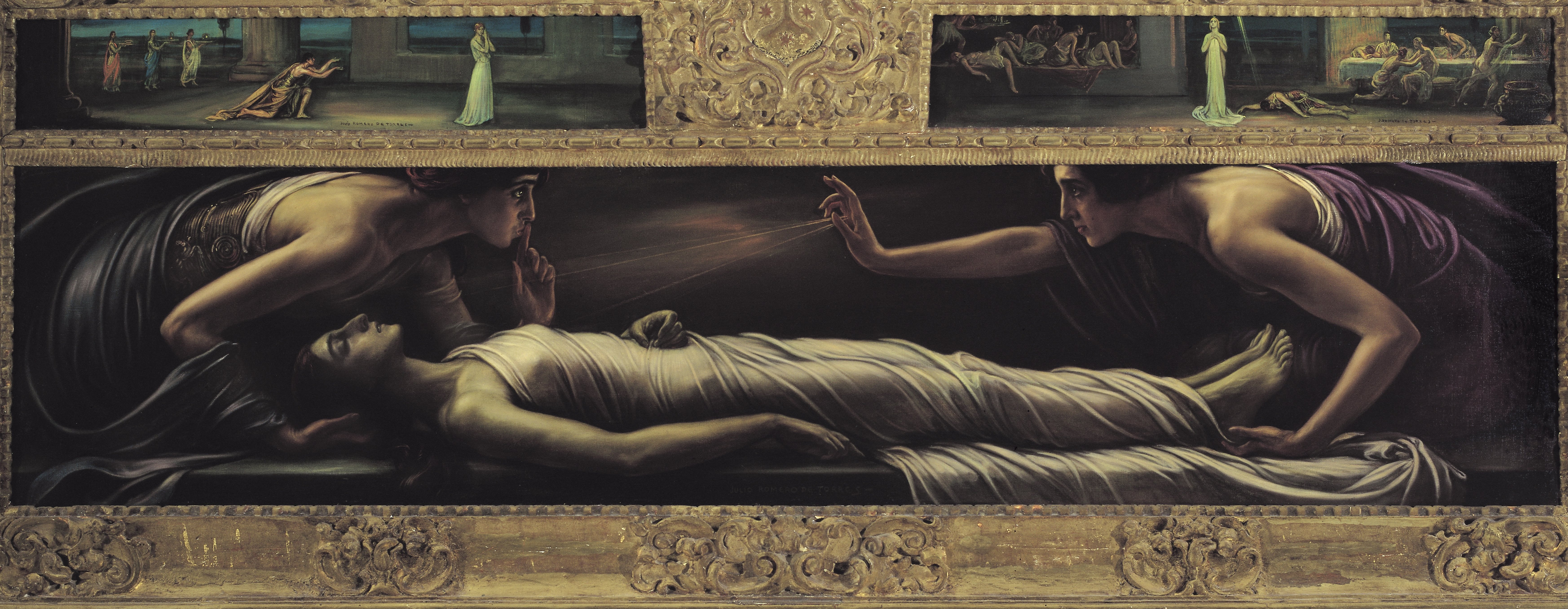
La muerte de santa Inés, de Julio Romero de Torres. Museo Julio Romero de Torres de Córdoba.

La otra mujer, de rasgos andaluces y gitanos, es un personaje repetido en sus cuadros. Su gesto es de silencio, con el que pretende proteger a la santa muerta. En la pequeña imagen superior, ante otras jóvenes de su clase nobiliaria, el hijo del prefecto de Roma suplica su amor a Inés, que virtuosa da la espalda al joven pretendiente. En la segunda imagen, a la derecha, Inés mantiene su virtud incluso en un lupanar, donde es encerrada por orden del prefecto romano.

## Legado
La Congregación de las Hermanas de Santa Inés es una comunidad religiosa católica para mujeres con sede en Fond du Lac, Wisconsin, EE. UU. Fue fundada en 1858 por el padre Caspar Rehrl, un misionero austríaco, quien estableció la hermandad de mujeres pioneras bajo el patrocinio de Santa Inés, a quien tenía una devoción particular.
Es costumbre en su fiesta que traigan dos corderos de la abadía trapense de Tre Fontane en Roma a la iglesia de Sant'Agnese in Agone para que el Papa los bendiga. El Jueves Santo son esquilados, y de la lana se teje el palio que el papa le da a un arzobispo metropolitano recién consagrado como señal de su jurisdicción y su unión con el papa.

## Festividad
Se celebra el 21 de enero en la Iglesia católica.